# 比如镇
比如镇是中国西藏自治区那曲地区比如县下辖的一个镇。

## 行政区划
比如镇下辖以下地区：
其达社区、色康社区、图嘎社区、吉查社区、嘎叶社区、美日村、察隆村、央然村、巴贡村、尼囊村、玉贡村、切玛村、瓦乃村、吉琼村、吉庆村、迦然村、夏尔耐村、杂达村、孟庆村、莫瓦塘村、塘定村、珠德村和培瓦村。